# Aars Kommune
Aars Kommune i Nordjyllands Amt blev dannet ved kommunalreformen i 1970. Ved strukturreformen i 2007 indgik den sammen med Farsø Kommune, Løgstør Kommune og det meste af Aalestrup Kommune i Vesthimmerlands Kommune, hvor Aars også er kommunesæde.

## Tidligere kommuner
Aars Kommune blev dannet ved sammenlægning af 6 sognekommuner:
| Kommune         | Folketal 1. januar 1970 | Byer             |
| --------------- | ----------------------- | ---------------- |
| Gislum-Vognsild | 1.633                   | Vognsild, Østrup |
| Gundersted      | 508                     |                  |
| Havbro          | 758                     | Havbro           |
| Skivum-Giver    | 1.032                   | Skivum og Vegger |
| Ulstrup         | 1.538                   | Hornum           |
| Aars            | 5.071                   | Aars             |
| I alt           | 10.540                  |                  |

Blære-Ejdrup sognekommune med 939 indbyggere blev delt: Blære Sogn samt 2 ejerlav og en del af et tredje i Ejdrup Sogn kom til Aars Kommune, resten af Ejdrup Sogn kom til Nibe Kommune. Vognsild Sogn afgav Svoldrup ejerlav til Farsø Kommune, og Skivum Sogn afgav et lille areal til Støvring Kommune.

## Sogne
Aars Kommune bestod af følgende sogne:
- Blære Sogn (Aars Herred)
- Gislum Sogn (Gislum Herred)
- Giver Sogn (Aars Herred)
- Gundersted Sogn (Slet Herred)
- Havbro Sogn (Aars Herred)
- Skivum Sogn (Aars Herred)
- Ulstrup Sogn (Aars Herred)
- Vognsild Sogn (Gislum Herred)
- Aars Sogn (Aars Herred)

## Borgmestre[3]
| Periode   | Navn                   | Parti                       |
| --------- | ---------------------- | --------------------------- |
| 1970-1971 | Holger Mikkelsen       | Venstre                     |
| 1971-1974 | Niels Bystrup Hougaard | Venstre                     |
| 1974-1982 | Alfred Rask            | Venstre                     |
| 1982-1986 | Martin Glerup          | Socialdemokratiet           |
| 1986-1990 | Ejvind Nielsen         | Venstre                     |
| 1990-2002 | Per Nørgaard           | Venstre                     |
| 2002-2006 | Knud Kristensen        | Det Konservative Folkeparti |